# 2023年世界能力運動會中華台北代表團
2023年世界能力運動會中華台北代表團是中華民國（台灣）以“中華台北”名義，參與在泰國呵叻舉行的2023年世界能力運動會。本屆共參加2個項目，總計選手12位，最終獲得5金4銀6銅，總共15面獎牌。

## 獎牌統計

### 獎牌項目
| 項目 | 金牌 | 銀牌 | 銅牌 | 總數 |
| ---- | ---- | ---- | ---- | ---- |
| 桌球 | 4    | 2    | 3    | 9    |
| 羽球 | 1    | 2    | 3    | 6    |

### 獎牌得主
| 獎牌 | 運動員        | 運動 | 項目          |
| ---- | ------------- | ---- | ------------- |
| 金牌 | 程銘志        | 桌球 | 男子個人賽    |
| 金牌 | 田曉雯        | 桌球 | 女子個人賽    |
| 金牌 | 田曉雯 林姿妤 | 桌球 | 女子雙打20級  |
| 金牌 | 田曉雯 蘇晉賢 | 桌球 | 混合雙打20級  |
| 金牌 | 吳于嫣        | 羽球 | 女子單打SH6級 |
| 銀牌 | 蘇晉賢        | 桌球 | 男子個人賽    |
| 銀牌 | 陳姿妤        | 桌球 | 女子個人賽    |
| 銀牌 | 蔡奕琳        | 羽球 | 女子單打SH6級 |
| 銀牌 | 方振宇        | 羽球 | 男子單打SU5級 |
| 銅牌 | 殷建平        | 桌球 | 男子個人賽    |
| 銅牌 | 程銘志 殷建平 | 桌球 | 男子雙打8級   |
| 銅牌 | 胡銘福 林姿妤 | 桌球 | 混合雙打20級  |
| 銅牌 | 蒲貴煜        | 羽球 | 男子單打SU5級 |
| 銅牌 | 方振宇 蒲貴煜 | 羽球 | 男子雙打SU5級 |
| 銅牌 | 吳于嫣 蔡奕琳 | 羽球 | 雙打SH6級     |

## 桌球

### 男子個人賽
- 程銘志（ 金牌）
- 蘇晉賢（ 銀牌）
- 殷建平（ 銅牌）
- 吳振勝（6強）
- 賴永權（止步預賽）
- 胡銘福（止步預賽）

### 女子個人賽
- 田曉雯（ 金牌）
- 林姿妤（ 銀牌）

### 雙打賽事
- 殷建平、程銘志（男雙8級， 銅牌）
- 吳振勝、賴永權（男雙8級，止步預賽）
- 蘇晉賢、胡銘福（男雙17級，6強）
- 田曉雯、林姿妤（女雙20級， 金牌）
- 殷建平、泰國選手（混雙4-7級，6強）
- 蘇晉賢、田曉雯（混雙20級， 金牌）
- 胡銘福、林姿妤（混雙20級， 銅牌）

## 羽球

### 男子個人賽
- 方振宇（男子單打SU5級， 銀牌）
- 蒲貴煜（男子單打SU5級， 銅牌）

### 女子個人賽
- 吳于嫣（女子單打SH6， 金牌）
- 蔡奕琳（女子單打SH6， 銀牌）

### 雙打賽事
- 方振宇、蒲貴煜（男雙SU5級， 銅牌）
- 吳于嫣、蔡奕琳（雙打SH6級， 銅牌）